# Flying Post

Fondé en 1695 à Londres par le journaliste whig George Ridpath, le Flying Post était à la fin du XVIIe siècle l'un des trois journaux de Londres à être expédié systématiquement à ses lecteurs les mardi, jeudi et samedi, jours de départs de la poste britannique. Les deux autres étaient le Post Boy, plus conservateur et le Post Man, tous les deux fondés par des réfugiés français. Le Post Man était, comme le Flying Post', proche des idées du Parti whig.